# Clément Lefert
 Clément Lefert  (ur. 26 września 1987 w Nicei) – francuski pływak specjalizujący się w stylu dowolnym, mistrz olimpijski oraz mistrz Europy.
Największym sukcesem Leferta w karierze jest zdobycie złotego medalu podczas igrzysk olimpijskich w 2012 roku w Londynie w sztafecie 4 × 100 m stylem dowolnym. Na tych samym igrzyskach Francuz zdobył również srebrny medal w sztafecie na dystansie 4 × 200 m stylem dowolnym.
Na mistrzostwach świata na krótkim basenie Lefert zdobył jeden, brązowy, medal w 2010 roku w Dubaju w sztafecie 4 × 100 m stylem dowolnym.
W 2010 roku Francuz został mistrzem Europy w Budapeszcie w sztafecie 4 × 100 m stylem zmiennym. Lefert wywalczył również brązowy medal na dystansie 4 × 100 m stylem dowolnym.